# Халупки Дубнянські
Халупки Дубнянські (пол. Chałupki Dębniańskie) — село в Польщі, у гміні Лежайськ Лежайського повіту Підкарпатського воєводства. Колишній присілок (хутір) села Дубно. Населення — 887 осіб (2011).

## Історія
Халупки були фільварком села Дубно до знесення панщини в 1848 р., після чого тут залишилися жити 5 родин колишніх служників фільварку і заснували присілок. В 1896—1900 рр. через присілок проклали залізницю і збудували станцію Ґродзіско Дольне. В 1897 р. прокладено кам'яний гостинець, який разом з залізницею спричинив приплив поляків-поселенців.
У шематизмі 1928 р. вперше окремо зазначений присілок (хутір) Халупки на віддалі 3 км від села та 20 українців-грекокатоликів, які належали до парафії Дубно Лежайського деканату) Перемишльської єпархії.
У 1939 році у Халупках було 370 мешканців, з них 30 українців-грекокатоликів і 340 поляків.
У 1945 р. українці виселені до СРСР.

## Демографія
Демографічна структура станом на 31 березня 2011 року:
|          | Загалом | Допрацездатний вік | Працездатний вік | Постпрацездатний вік |
| -------- | ------- | ------------------ | ---------------- | -------------------- |
| Чоловіки | 440     | 89                 | 303              | 48                   |
| Жінки    | 447     | 74                 | 278              | 95                   |
| Разом    | 887     | 163                | 581              | 143                  |